# Edward Otto

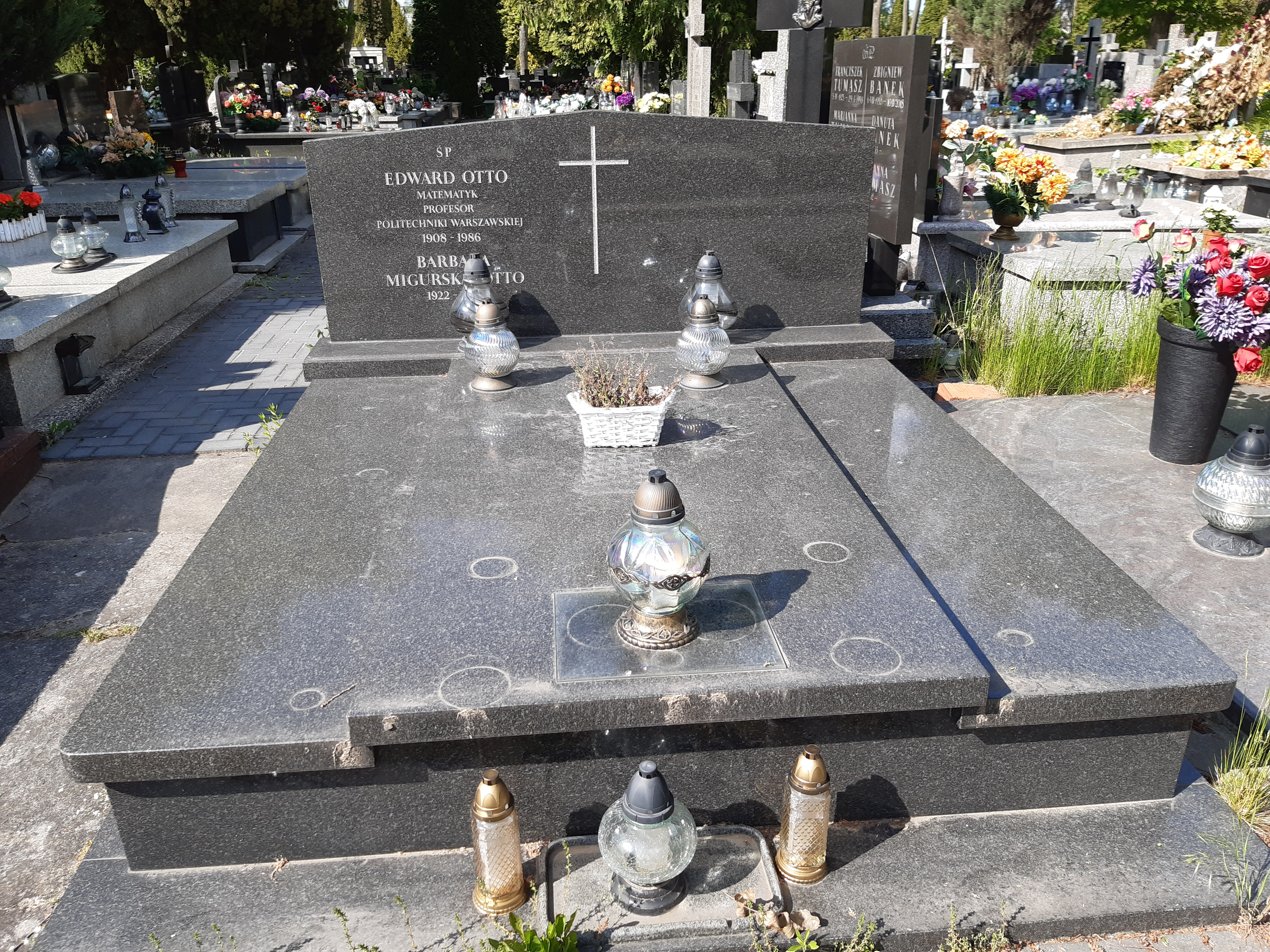
Grób profesora Edwarda Otto na cmentarzu w Pyrach

Edward Otto (ur. 13 października 1908 we Lwowie, zm. 10 maja 1986) – polski matematyk, profesor Politechniki Warszawskiej.

## Życiorys
Studiował na Wydziale Ogólnym Politechniki Lwowskiej (ukończył w 1933), gdzie był uczniem Kazimierza Kuratowskiego i Stefana Banacha. Należał do tzw. lwowskiej szkoły geometrii wykreślnej. Pracę magisterską przygotował pod opieką znanego geometry wykreślnego Antoniego Karola Plamitzera. Jeszcze w trakcie studiów podjął na Politechnice pracę naukowo-dydaktyczną. Tytuł doktora nauk matematycznych uzyskał w 1936 roku na Politechnice Lwowskiej na podstawie pracy „O odpowiedniościach n-liniowych w utworach jednobieżnych” („Wiadomości matematyczne”, XLIII, 1936). W 1937 roku przeniósł się Politechnikę Warszawską (na Wydział Inżynierii) na stanowisko zastępcy profesora.
Brał udział w tajnym nauczaniu jako wykładowca kompletów Politechniki i Uniwersytetu Warszawskiego. W 1945 habilitował się na podstawie pracy „O pewnych własnościach krzywych algebraicznych” i łączył pracę w Warszawie (od 1947 z tytułem profesora nadzwyczajnego) z wykładami na Politechnice Łódzkiej, gdzie pracował do 1950 roku na stanowisku kierownika Katedry Matematyki na Wydziale Chemicznym. W latach 1963–1975 był dyrektorem Instytutu Matematyki Politechniki Warszawskiej. Tytuł profesora zwyczajnego otrzymał w 1961. W 1978 roku przeszedł na emeryturę.
23 sierpnia 1980 roku dołączył do apelu 64 uczonych, pisarzy i publicystów do władz komunistycznych o podjęcie dialogu ze strajkującymi robotnikami.
Był autorem wielu publikacji naukowych z dziedziny matematyki i geodezji. Wydał m.in.:
- Geometria wykreślna („Monografie matematyczne”, zeszyt 16, 1950)
- Nomography (1963)
- Matematyka. Podręcznik dla Wydziału Budownictwa i Mechaniki (trzy tomy, 1963–1974)
- Podręcznik geometrii wykreślnej; wspólnie z Franciszkiem Otto (Warszawa: PWN, 1975, do książki dołączony zeszyt z anaglifami)

Działał w Polskim Towarzystwie Matematycznym, w którym w latach 1972–1975 pełnił funkcję wiceprezesa. Był laureatem Nagrody Ministra Oświaty i Szkolnictwa Wyższego I stopnia (1963, 1971), Nagrody Ministra Nauki, Szkolnictwa Wyższego i Techniki (1975, 1978).

## Ordery i odznaczenia
- Krzyż Kawalerski Orderu Odrodzenia Polski
- Medal 10-lecia Polski Ludowej (19 stycznia 1955)[2]
- Medal Komisji Edukacji Narodowej
- Odznaka tytułu honorowego „Zasłużony Nauczyciel PRL”